# Janów (Otwock)
Pour les articles homonymes, voir Janów.
Janów (prononciation : [ˈjanuf]) est un village polonais de la Gmina de Karczew dans la Powiat d'Otwock de la Voïvodie de Mazovie dans le Centre-Est de la Pologne.
Il se situe à environ 4 kilomètres au Sud-Est de Karczew (siège de la Gmina), 7 kilomètres au sud d'Otwock (siège de la Powiat) et à 26 kilomètres au sud-est de Varsovie (capitale de la Pologne).

## Histoire
De 1975 à 1998, le village appartenait administrativement à la Voïvodie de Varsovie.